# باشگاه فوتبال هولول اسپورتس
باشگاه فوتبال هولوِل اسپورتس (به انگلیسی: Holwell Sports Football Club) یک باشگاه فوتبال در شهر آسفوردبای، کشور انگلستان است که در سال ۱۹۰۲ میلادی تأسیس شده‌است.